# Waratte.net / My Kawaii Nichijōtachi
Singles de lyrical school
Parade
(15 mai 2013) brand new day
(2 avril 2014)
Waratte.net / My Kawaii Nichijōtachi (わらって．ｎｅｔ／Ｍｙかわいい日常たち) est le 6e single du groupe de hip-hop japonais lyrical school et son 4e sous cette appellation, sorti en décembre 2013.

## Liste des titres
Le single sort le 11 décembre 2013 sous le label T-Palette Records en deux éditions : une régulière (contenant le CD seulement et une limitée (contenant un CD différent).
Le single se classe 40e du classement hebdomadaire des ventes de l'Oricon.
Il s’agit du deuxième single "double-face A" après le single Sorya Natsu da! / Oide yo sorti en août 2013, comprenant les deux chansons principales Waratte.net et My Kawaii Nichijōtachi. Par ailleurs, la chanson My Kawaii Nichijōtachi est une chanson extraite du deuxième album du groupe date course sorti trois mois plus tôt, en septembre 2013. La chanson Waratte.net figurera quant à elle sous une version remaniée sur l'album suivant SPOT qui sortira deux ans plus tard, en mars 2015.
Le CD de l'édition régulière comprenant les deux chansons co-face A ainsi que leurs versions instrumentales. Celui de l’édition limitée inclut deux chansons bonus, dont le single Parade, enregistrées lors du live Date Course Special Tour Final au Shibuya Museum Sound Vision le 3 novembre 2013.

## Formation
- ayaka (leader)
- minan
- yumi
- mei
- hina
- ami

## Listes des titres
| 1. | Waratte.net (わらって.net)                                 |  |
| 2. | My Kawaii Nichijōtachi (Myかわいい日常たち)                |  |
| 3. | Waratte.net (instrumental) (わらって.net)                  |  |
| 4. | My Kawaii Nichijōtachi (instrumental) (Myかわいい日常たち) |  |

| 1. | Waratte.net (わらって.net)                                 |  |
| 2. | My Kawaii Nichijōtachi (Myかわいい日常たち)                |  |
| 3. | Parade (Date Course Special Tour Final)                    |  |
| 4. | Photograph (Date Course Special Tour Final)                |  |
| 5. | Waratte.net (instrumental) (わらって.net)                  |  |
| 6. | My Kawaii Nichijōtachi (instrumental) (Myかわいい日常たち) |  |